# Christian Baltzer
Christian Baltzer (Mulhouse, 5 luglio 1936) è un ex cestista, allenatore di pallacanestro e dirigente sportivo francese.

## Carriera
Con la Francia ha disputato i Campionati mondiali del 1963, due edizioni dei Giochi olimpici (Melbourne 1956, Roma 1960) e quattro dei Campionati europei (1957, 1959, 1961, 1963).

## Palmarès
- Coppa di Francia: 1

Le Mans: 1964